# Associated Provincial Picture Houses Ltd c. Wednesbury Corporation
Associated Provincial Picture Houses Ltd. contre Wednesbury Corporation [1948] 1 KB 223 est une affaire de droit anglais qui énonce le principe du caractère déraisonnable de la décision d'un organisme public, ce qui la rendrait susceptible d'être annulée lors d'un contrôle juridictionnel (judicial review), connu sous le nom de caractère déraisonnable de Wednesbury.
La Cour a posé trois cas de figure qui permettent aux juridictions de corriger ou d'annuler une décision d'un organisme public, notamment et pour la première fois, en raison de son caractère déraisonnable. Ce caractère revêt un sens particulier en droit administrative britannique particulier, énoncé plus tard dans l'affaire Council of Civil Service Unions contre Ministre de la Fonction publique par Lord Diplock, comme une décision :

« Si scandaleuse dans son mépris de la logique ou des standards moraux acceptés qu'aucune personne raisonnable n'aurait pu arriver à une telle décision en examinant la question en cause. »

## Faits
En 1947, l'Associated Provincial Picture Houses a obtenu une licence de la Wednesbury Corporation dans le Staffordshire pour exploiter un cinéma, à condition qu'aucun enfant de moins de 15 ans, accompagné ou non d'un adulte, ne soit admis le dimanche. En vertu de la loi sur le cinéma de 1909, les cinémas pouvaient être ouverts du lundi au samedi mais pas le dimanche, et en vertu d'un règlement,[Lequel ?]le commandant des forces militaires stationnées dans un quartier pouvait demander à l'autorité compétente l'ouverture d'un cinéma le dimanche. 
La loi de 1932 sur les divertissements le dimanche a légalisé l'ouverture des cinémas le dimanche par les autorités locales chargées des licences « sous réserve des conditions que l'autorité jugerait opportunes d'imposer » après un vote majoritaire de l'arrondissement. Associated Provincial Picture Houses estimait que la condition posée par la Wednesbury Corporation était inacceptable et ne relevait pas des pouvois dont disposait cette dernière entité.

## Arrêt
La Cour a décidé qu'elle n'avait pas le pouvoir pour annuler la décision du défendeur simplement parce qu'elle n'était pas d'accord avec celle-ci. Pour que la juridiction puisse prescrire des mesures contre les décisions d’organismes publics tels que la Wednesbury Corporation, elle aurait dû pouvoir constater que ledit organisme, alternativement :
1. avait accordé une importance excessive à des faits qui, en réalité, n'étaient pas pertinents pour être pris en compte dans le processus décisionnel ;
2. n'avait pas accordé d'importance aux faits qui étaient pertinents et méritaient d'être pris en compte dans le processus décisionnel ;
3. avait pris une décision complètement absurde, une décision si déraisonnable qu'aucune autorité raisonnable n'aurait pu la prendre.

La Cour a statué que la conduite de la Wednesbury Corporation n'était pas inappropriée et était conforme aux normes établies.
Lord Greene, president la division civile de la Cour d'apple (Master of the Rolls) à déclaré au paragraphe 229 :

« Il est vrai que le pouvoir discrétionnaire doit être exercé de façon raisonnable. Qu’est-ce que cela signifie ? Les avocats qui connaissent bien la phraséologie couramment utilisée dans l’exercice des pouvoirs discrétionnaires prévus par la loi utilisent souvent le mot "déraisonnable" dans un sens plutôt global. Il a souvent été utilisé et est fréquemment utilisé comme une description générale des choses qui ne doivent pas être faites. Par exemple, une personne à qui on confie un pouvoir discrétionnaire doit, pour ainsi dire, se conduire conformément au droit. Il doit attirer sa propre attention sur les questions qu’il est tenu d’examiner. Il doit exclure de sa considération les questions qui ne sont pas pertinentes à ce qu’il doit examiner. S’il n’obéit pas à ces règles, il peut vraiment être dit, et on le dit souvent, qu'il a agit "de manière déraisonnable". De même, ce comportement peut y avoir quelque chose de si absurde qu’aucune personne sensée ne pourrait jamais rêver qu’il se trouve dans les pouvoirs de l’autorité. Le juge Warrington dans l'affaire Short v Poole Corporation [1926] Ch. 66, 90, 91, a donné l’exemple d'une enseignante aux cheveux roux, licenciée parce qu’elle avait les cheveux roux. Cela est déraisonnable dans un sens. Dans un autre sens, cette décision a pris en compte des faits non pertinents. C’est tellement déraisonnable qu’on pourrait presque dire que c’est fait de mauvaise foi ; en fait, toutes ces choses se rencontrent. »

## Importance
Le standard établi dans la présente affaire, dans ses trois possibilité, est connu sous le nom de « test de Wednesbury ». Le terme « caractère déraisonnable de Wednesbury » est utilisé pour décrire la troisième possibilité, à savoir que la décision est si déraisonnable qu'aucune autorité raisonnable n'aurait pu la prendre. Cette affaire ou le principe énoncé est cité par les tribunaux britanniques comme une raison pour laquelle les tribunaux hésitent à interférer avec les décisions des organes de droit administratif.
Ces derniers temps, notamment à la suite de la promulgation de la loi sur les droits de l'homme de 1998, le pouvoir juridictionnel a renoncé à cette approche strictement abstentionniste, arguant que dans certaines circonstances, il est nécessaire d'entreprendre un réexamen plus approfondi des décisions administratives. La Cour européenne des droits de l'homme exige que la juridiction soumette la décision initiale à un « examen minutieux » pour déterminer si une mesure administrative porte atteinte à un droit reconnu par la Convention. Afin de justifier une telle intrusion, les organes défendeurs doivent démontrer qu'ils répondaient à un « besoin social impérieux » et que les moyens employés pour y parvenir étaient proportionnés à la limitation du droit fondamental.
Les juridictions britanniques ont également retenues qu'une opinion formée par un employeur ou un autre organisme contractant en relation avec une question contractuelle doit être « raisonnable » dans le sens dans lequel cette expression est utilisée dans l'affaire Associated Provincial Picture Houses Ltd contre Wednesbury Corporation : voir le décision de la Haute Cour dans The Vainqueur José (1979) 1 LlLR 557,  et celle de la Cour suprême dans Braganza v BP Shipping Limited [2015] UKSC 17. 

## Voir également
- Aux États-Unis, une affaire tout aussi importante est Chevron USA c. Natural Resources Defense Council, 467 U.S.  837 (1984), qui décrit le niveau de déférence accordé à l'élaboration de règles législatives finales établies par les agences fédérales habilitées à le faire. La norme juridique la plus comparable au caractère déraisonnable de Wednesbury est la norme « arbitraire et capricieuse » appliquée à la plupart des décisions réglementaires prises sans procédure de type procès (celles rendues à l'issue de procédures de type procès doivent être « étayées par des preuves substantielles »).
- Re Smith & Fawcett [1942] Ch 304, une affaire de droit des sociétés traitant du contrôle du pouvoir discrétionnaire
- L'erreur manifeste d'appréciation est une modalité de contrôle de la légalité des actes administratifs en droit administratif français.